# Classe Erebus
La classe Erebus est une classe de deux monitors britanniques construits pendant la Première Guerre mondiale.

## Service
Les deux unités de cette classe sont destinés à fournir un appui-feu naval. Pendant la Première Guerre mondiale, ils opèrent au large des côtes belges occupées par les Allemands et bombardent les forces navales basées entre Ostende et Zeebruges. Le HMS Erebus est endommagé par un bateau moteur commandé à distance et contenant des explosifs. Le HMS Terror est torpillé par des vedettes lance-torpilles.
Les deux navires sont mis en réserve entre les deux guerres, mais reprennent le service pour la Seconde Guerre mondiale, où ils sont de nouveau utilisés pour fournir un appui-feu aux troupes britanniques. Le HMS Erebus participe au débarquement en Normandie dans le cadre de la Task Force O, à Omaha Beach.

## Navires
- HMS Erebus est construit aux chantiers Harland and Wolff à Govan en Écosse. La quille est posée le 12 octobre 1915, le bateau est lancé le 19 juin 1916 et il entre en service en septembre 1916. Après avoir servi durant les deux conflits mondiaux, le Erebus est détruit en 1946.
- HMS Terror est construit aux chantiers Harland and Wolff à  Belfast en Irlande. La quille est posée le 26 octobre 1915, le bateau est lancé le 18 mai 1916 et il entre en service en août 1916. Il sert durant les deux conflits mondiaux. Le HMS Terror est coulé en mer Méditerranée le 23 février 1941, après avoir été endommagé par un Junkers Ju 87 de la Luftwaffe le jour précédent.

### Sources
- (en) Cet article est partiellement ou en totalité issu de l’article de Wikipédia en anglais intitulé « Erebus class monitor » (voir la liste des auteurs).